# Lucien Baroux
Pour les articles homonymes, voir Baroux et Ducros.
Marcel Barou, dit Lucien Baroux, est un acteur français, né le 21 septembre 1888 à Toulouse et mort le 21 mai 1968 à Hossegor (Landes).

## Biographie

### Origines
Né de père inconnu le 21 septembre 1888 à Toulouse, Marcel Lucien Édouard Ducros, porte le nom de sa mère Camille Julie Ducros. Celle-ci se marie le 23 mai 1891 avec Jules Étienne Barou, lequel reconnaît et légitime l'enfant et lui donne son nom.

### Carrière
Lucien Baroux débute comme régisseur de théâtre et fait de la figuration dans de nombreux films muets des années 1910. Il est enrôlé dans la Première Guerre mondiale et reprend ensuite ses activités de régisseur mais entame une carrière d'acteur tant au théâtre qu'au cinéma en remplaçant au pied levé un comédien défaillant dans la pièce Souris d'hôtel.
À partir des années 1930 et jusqu'en 1962, il est très présent au cinéma, où il met en avant son humour et sa fantaisie, notamment dans Tout pour l'amour et Derrière la façade. Il apparaît également dans des opérettes, comme La Mascotte.
Dans son dernier film, Le Diable et les Dix Commandements de Julien Duvivier, il forme un tandem pittoresque avec Michel Simon.
Pour le théâtre, il se produit entre autres au théâtre Michel, aux Bouffes-Parisiens (durant sept ans) ; il participe aux tournées Karsenty dans L'École des femmes aux côtés de Pierre Dux et Huguette Hue.

### Vie privée
Lucien Baroux se marie le 21 août 1915, à la mairie du 18e arrondissement de Paris, avec Hélène Hubertine Drincqbier (1891-1985),.

### Mort
Il meurt le 21 mai 1968 à Hossegor (Landes), ville dans laquelle il a été conseiller municipal[source insuffisante], et y est inhumé.

## Filmographie

### Cinéma
- 1912 : Britannicus (it) de Camille de Morlhon
- 1925 : Monsieur le directeur de Robert Saidreau : Ferdinand
- 1926 : Son premier film de Jean Kemm : le metteur en scène
- 1930 : Lévy et Cie d'André Hugon : Louis
- 1930 : La Tendresse d'André Hugon
- 1931 : La Femme et le Rossignol d'André Hugon
- 1931 : Un soir de rafle de Carmine Gallone : le baron Stanislas
- 1931 : Ronny de Reinhold Schünzel et Roger Le Bon  : l'intendant
- 1931 : Le Petit Écart de Reinhold Schünzel et Henri Chomette : Martial Hepmann
- 1931 : La Fille et le Garçon de Wilhelm Thiele et Roger Le Bon : le duc d'Auribeau
- 1932 : Le Cordon bleu de Karl Anton : Lucien Dumorel
- 1932 : Faut-il les marier ? de Karel Lamač et Pierre Billon : le professeur Bock
- 1932 : Le Maître chez soi de Edmond T. Gréville : Noël Lecomte - court métrage
- 1932 : Monsieur boude de Lucien Jaquelux - court métrage
- 1932 : Vous serez ma femme de Serge de Poligny : Gustave Ménard
- 1932 : La Chanson d'une nuit d'Anatole Litvak : monsieur Pategg
- 1932 : La Belle Aventure de Roger Le Bon et Reinhold Schünzel : Valentin Le Barroyer
- 1932 : Franches lippées de Jean Delannoy - court métrage
- 1933 : Une idée folle de Max de Vaucorbeil : Victor
- 1933 : Tout pour l'amour de Joe May et Henri-Georges Clouzot : Charlie
- 1933 : Château de rêve de Géza von Bolváry et Henri-Georges Clouzot : Ottoni, l'opérateur
- 1933 : C'était un musicien de Maurice Gleize et Friedrich Zelnik : Théophile
- 1933 : Charlemagne de Pierre Colombier : l'auteur
- 1933 : La Garnison amoureuse de Max de Vaucorbeil : le colonel
- 1933 : Ni chiens, ni chats - court métrage
- 1934 : Ces messieurs de la Santé de Pierre Colombier : Amédée Floque
- 1934 : Maître Bolbec et son mari de Jacques Natanson : Rébiscoul
- 1934 : La Jeune Fille d'une nuit (Die Töchter ihrer Exzellenz) de Reinhold Schünzel et Roger Le Bon : Antoine
- 1934 : Nuit de mai de Henri Chomette et Gustav Ucicky : monsieur Stockel
- 1934 : Mon cœur t'appelle de Carmine Gallone et Serge Veber : Rosé
- 1935 : Le Billet de mille de Marc Didier : le couturier
- 1935 : Le Contrôleur des wagons-lits de Richard Eichberg : Eugène Bernard, directeur des automobiles Jupiter
- 1935 : Quelle drôle de gosse de Léo Joannon : Alfred Gaudoin
- 1935 : La Mascotte de Léon Mathot : Laurent XVII
- 1935 : Arènes joyeuses de Karl Anton : Escopette
- 1935 : Baccara d'Yves Mirande et Léonide Moguy : Charles Plantel (premier assistant-réalisateur)
- 1935 : La Marraine de Charley de Pierre Colombier : William
- 1935 : Les Mystères de Paris de Félix Gandéra : monsieur Pipelet
- 1935 : Les Sœurs Hortensias de René Guissart : monsieur Marmoud
- 1936 : Une fille à papa de René Guissart : Victor
- 1936 : Une gueule en or de Pierre Colombier : le marquis de Barfleur
- 1936 : L'Ange du foyer de Léon Mathot
- 1936 : Le Mioche de Léonide Moguy : Prosper Martin
- 1936 : Messieurs les ronds-de-cuir d'Yves Mirande : Lahrier
- 1936 : Aventure à Paris de Marc Allégret : Raymond Sauvaget
- 1937 : Le Porte-veine de André Berthomieu : Julien
- 1937 : Monsieur Breloque a disparu de Robert Péguy : monsieur Breloque
- 1938 : Quatre Heures du matin de Fernand Rivers : Durand-Bidon
- 1938 : Café de Paris d'Yves Mirande et Georges Lacombe
- 1938 : Remontons les Champs-Élysées de Sacha Guitry : le marquis de Chauvelin
- 1938 : Un fichu métier de Pierre-Jean Ducis : Castin et le prince Alexis
- 1938 : Ma sœur de lait de Jean Boyer : Cyprien
- 1939 : Derrière la façade de Georges Lacombe et Yves Mirande : le commissaire Boucheron
- 1939 : Moulin-Rouge de André Hugon : Loiseau
- 1940 : Le Feu de paille de Jean Benoit-Lévy : Antoine Vautier
- 1940 : Miquette de Jean Boyer : Monchablon
- 1940 : Fausse Alerte de Jacques de Baroncelli : Léon
- 1940 : Soyez les bienvenus de Jacques de Baroncelli : Monsieur Boisleroi
- 1941 : Chèque au porteur de Jean Boyer : Fortuné
- 1942 : Le Prince charmant de Jean Boyer : Ambroise Bréchaud
- 1942 : L'Ange gardien de Jacques de Casembroot : Dubouin
- 1942 : La Femme que j'ai le plus aimée de Robert Vernay : le peintre
- 1942 : Le Grand Combat de Bernard Roland : Victor
- 1942 : Allo j'écoute ! Fantaisie sur le téléphone de René Lucot - court métrage (rôle + musique)
- 1944 : La Collection Ménard de Bernard Roland : le conservateur du musée
- 1945 : Échec au roy de Jean-Paul Paulin : La Verdure
- 1947 : La Nuit de Sybille de Jean-Paul Paulin : Chambon
- 1947 : L'Éventail de Emil-Edwin Reinert : Le baron Saint-Yves
- 1948 : Neuf Garçons, un cœur de Georges Friedland : Victor
- 1949 : Valse brillante de Jean Boyer : Dubost
- 1949 : La Ronde des heures de Alexandre Ryder : La Frite
- 1950 : Sa Majesté monsieur Dupont (Prima comunione) de Alessandro Blasetti : l'archevêque
- 1950 : Banco de prince de Michel Dulud : Hasdrubal
- 1951 : Paris chante toujours de Pierre Montazel : Clodomir
- 1952 : Tapage nocturne de Marc-Gilbert Sauvajon : Armand Varescot
- 1952 : Ils sont dans les vignes de Robert Vernay : Desbordes
- 1952 : Plaisirs de Paris de Ralph Baum : Maroni
- 1954 : Trois Jours de bringue à Paris de Émile Couzinet : Chambourcy
- 1955 : Napoléon de Sacha Guitry : Louis XVIII
- 1956 : Villa sans souci de Maurice Labro : le docteur Mallez
- 1956 : Ces sacrées vacances de Robert Vernay : le pêcheur
- 1956 : Les carottes sont cuites de Robert Vernay
- 1956 : Assassins et Voleurs de Sacha Guitry : le médecin-chef de l’asile
- 1957 : Les Truands de Carlo Rim : le curé
- 1958 : Les Misérables de Jean-Paul Le Chanois : monsieur Gillenormand - réplique-culte : « Tu es baron comme ma pantoufle ! »
- 1959 : Messieurs les ronds-de-cuir de Henri Diamant-Berger : le père Soupe
- 1962 : Le Diable et les Dix Commandements, film à sketches de Julien Duvivier, sketches Tu ne jureras point et Les dimanches tu garderas : monseigneur Trousselier (l’évêque)

### Télévision
- 1960 : Le Théâtre de la jeunesse : Lazarillo d'après le roman anonyme espagnol La vida de Lazarillo de Tormès y de sus fortunas et adversidas, réalisation Claude Loursais
- 1964 : La Mégère apprivoisée de Pierre Badel
- 1967 :  La Princesse du rail (feuilleton télévisé) de Henri Spade.

## Théâtre
- 1925 : J'adore ça, comédie musicale en 3 actes d'Albert Willemetz et Saint-Granier, musique Henri Christiné, théâtre Daunou
- 1925 : Mon gosse de père de Léopold Marchand, théâtre Michel
- 1926 : Le Temps d'aimer comédie musicale de Henri Duvernois et Pierre Wolff, couplets Hugues Delorme, musique Reynaldo Hahn, théâtre de la Michodière
- 1927 : Vient de paraître d'Édouard Bourdet, mise en scène Victor Boucher, théâtre de la Michodière
- 1929 : La Vie de château de Ferenc Molnár, théâtre de la Michodière
- 1930 : Arsène Lupin banquier, opérette, livret Yves Mirande, couplets Albert Willemetz, compositeur Marcel Lattès d'après Maurice Leblanc, théâtre des Bouffes-Parisiens
- 1948 : La Maison du printemps de Fernand Millaud, théâtre des Célestins
- 1955 : Ma cousine de Varsovie de Louis Verneuil, théâtre de Paris
- 1957 : L'Habit vert de Robert de Flers et Gaston Arman de Caillavet, mise en scène Marcel Cravenne [6]
- 1958 : Don Juan d'Henry de Montherlant, mise en scène Georges Vitaly, théâtre de l'Athénée
- 1959 : Le Cas Dobedatt de George Bernard Shaw, mise en scène Jean Mercure, théâtre des Bouffes-Parisiens
- 1959 : Une histoire de brigands de Jacques Deval, mise en scène de l'auteur, théâtre des Ambassadeurs
- 1960 : La Fleur des pois d'Édouard Bourdet, mise en scène Jean Meyer, théâtre du Palais-Royal
- 1960 : Tovaritch de et mise en scène Jacques Deval, théâtre de Paris
- 1961 : Dommage qu'elle soit une putain de John Ford, mise en scène Luchino Visconti, théâtre de Paris
- 1962 : L'École des femmes de Molière, mise en scène Pierre Dux, théâtre de l'Œuvre
- 1963 : L'École des femmes de Molière, mise en scène Pierre Dux, théâtre des Célestins
- 1964 : Le Deuxième Coup de feu de Robert Thomas, mise en scène Pierre Dux, théâtre Édouard-VII
- 1965 : Chat en poche de Georges Feydeau, mise en scène Jean-Laurent Cochet, théâtre des Célestins, tournée Herbert-Karsenty